# Loutkové divadlo Starost
Loutkové divadlo Starost je amatérský loutkový soubor v Prostějově.

## Historie
Loutkové divadlo Starost bylo založeno v roce 1983. Divadlo je specifické odkrytým působením herců na scéně, hraním pod širým nebem a využíváním historických marionet. Dlouholetým vedoucím divadla je jeden z jeho zakládajících členů Ivan Čech.